# Shakin' All Over
Shakin' All Over was een popnummer, geschreven door Frederick Heath, ofwel Johnny Kidd van de Britse rockband Johnny Kidd and the Pirates. De groep bracht het nummer in 1960 uit als single, en de plaat haalde de eerste plaats in de UK Singles Chart. Nadien zijn er nog veel andere versies van het nummer uitgekomen. De bekendste is die van de Canadese groep The Guess Who uit 1965, die ook op single uitkwam en een wereldwijde hit werd.
De zanger beschrijft hoe hij over zijn hele lichaam begint te trillen als het meisje dat hij bewondert voorbij loopt.

## Versie van Johnny Kidd and the Pirates
Shakin' All Over was oorspronkelijk bedoeld als B-kant van Yes Sir, That's My Baby, een liedje uit het repertoire van Ricky Nelson. Johnny Kidd schreef Shakin' All Over de dag voor de opnames en iedereen vond het nummer zo goed dat het tot A-kant werd gebombardeerd. Voor de opname van het nummer op 13 mei 1960 in de Abbey Road Studios in Londen werd een extra gitarist ingehuurd, de sessiemuzikant Joe Moretti (1938-2012). Moretti maakte het voor het nummer karakteristieke 'zeng'geluid door met een aansteker tussen de fretten van zijn gitaar over de snaren te strijken. De plaat haalde in augustus 1960 de eerste plaats in de UK Singles Chart.
In 1965 brachten Johnny Kidd and the Pirates een nieuwe versie van het nummer uit als Shakin' All Over '65. De originele versie is in 1976, toen Kidd 10 jaar dood was, opnieuw uitgebracht, en in 1980 en 1983 opnieuw. Geen enkele werd een hit.

### NPO Radio 2 Top 2000
Shakin' All Over stond alleen in 1999 in de NPO Radio 2 Top 2000, op plek 1844.

## Versie van The Guess Who
Het nummer is later door tientallen artiesten gecoverd. De bekendste coverversie is die van de Canadese groep The Guess Who uit 1965. Op het moment dat de groep Shakin' All Over opnam, heette ze Chad Allan & the Expressions. Als publiciteitsstunt werd op de hoes en het etiket alleen de vraag Guess Who? in plaats van een naam van de groep vermeld. Quality Records, het platenlabel, hoopte dat het publiek zou denken dat de plaat eigenlijk gemaakt was door een van de beroemde Engelse popgroepen, zodat de plaat kon profiteren van de Britse invasie. Shakin' All Over was in Canada oorspronkelijk de B-kant, maar er bleek veel meer vraag te zijn naar Shakin' All Over dan naar de officiële A-kant Till We Kissed. Toen de single daarna ook in andere landen uitkwam, werden A- en B-kant omgedraaid. Dankzij het succes van Shakin' All Over werd de groep gedwongen van Guess Who zijn officiële naam te maken.
De plaat haalde de eerste plaats in de Canadese hitparade en was ook in andere landen een succes. In de Verenigde Staten kwam ze tot de 22e plaats in de Billboard Hot 100 en in de Nederlandse hitparade haalde ze de 24e plaats. Alleen in Groot-Brittannië deed de plaat niets.
Het nummer verscheen ook op een lp, die eveneens in 1965 uitkwam en ook de naam Shakin' All Over kreeg.

### Nederlandse Top 40
| Positie: | 38 | 32 | 24 | 28 | 34 | uit |

## Andere versies
- Een liveversie door Humble Pie staat op het album Live at the Whiskey A-Go-Go met opnamen van 1969, maar uitgebracht in 2002.
- Wanda Jackson zette het nummer op haar album The Party Ain't Over uit 2011.
- Steve Marriott zong het nummer in de horrorfilm Gnaw: Food of the Gods II uit 1989.
- Van Morrison nam een medley van Shakin' All Over en Gloria op voor zijn livealbum A Night in San Francisco uit 1994.
- Drie oud-leden van Johnny Kidd and the Pirates vormden in 1976 een nieuwe groep onder de naam The Pirates. De groep nam in 1977 het album Out of Their Skulls op met daarop onder andere een liveversie van Shakin' All Over. In 1978 nam de groep het nummer op in de studio en werd het (zonder succes) uitgebracht als single.
- Iggy Pop nam het nummer op voor zijn album Avenue B uit 1999.
- Het nummer staat op het eerste album van Suzi Quatro, dat ook Suzi Quatro heet en in 1973 uitkwam.
- De Australische zanger Normie Rowe haalde in 1965 met Que Sera, Sera/Shakin' All Over (een dubbele A-kant) in de meeste Australische hitparades de eerste plaats.[3]
- Voor de Duitse band The Lords was de cover van Shakin' All Over in 1965 hun eerste hitsingle.
- The Swinging Blue Jeans namen het nummer in 1964 op voor hun ep Shake, waarop vier nummers stonden met 'shake' of 'shaking' in de titel.
- Vince Taylor and the Playboys brachten het nummer in 1961 uit als single.
- Tin Machine, de band van David Bowie, coverde het nummer en bracht een liveversie uit op de B-kant van hun single You Belong in Rock n' Roll uit 1991.
- The Guess Who werd nogal eens verward met de Britse band The Who. Zo kregen The Guess Who van hun publiek meermaals het verzoek My Generation te spelen, een van de populairste nummers van The Who, en dus namen ze dat nummer maar op in hun repertoire. Omgekeerd vroeg het publiek van The Who vaak om Shakin' All Over, en dus gaf The Who het publiek zijn zin. In hun begintijd, toen ze nog The Detours heetten, had de groep trouwens nog met Johnny Kidd and the Pirates getoerd. Liveversies van het nummer staan op de albums Live at Leeds, Live at the Isle of Wight Festival 1970 (op dat album als medley met Spoonful en Twist and Shout), BBC Sessions (The Who) (als medley met Spoonful) en Thirty Years of Maximum R&B.